# USS Yorktown (CV-5)
O USS Yorktown (CV-5) foi um porta-aviões, da Classe Yorktown, construído para a Marinha dos Estados Unidos. Lançado ao mar em 4 de abril de 1936, participou ativamente da Segunda Guerra Mundial. Foi afundado por torpedos japoneses em 7 de junho de 1942 na Batalha de Midway.

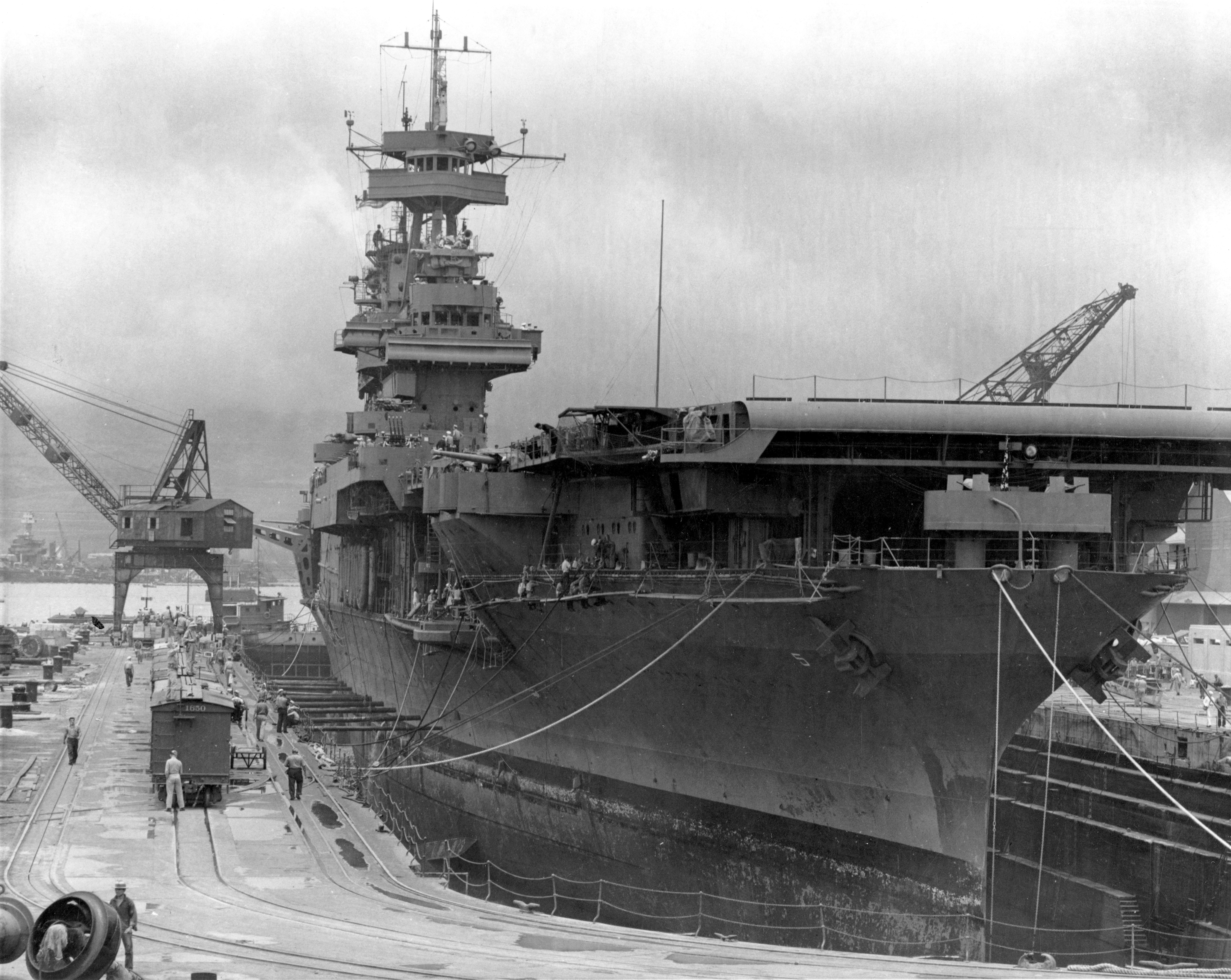
USS Yorktown (CV-5) Pearl Harbor - 1942
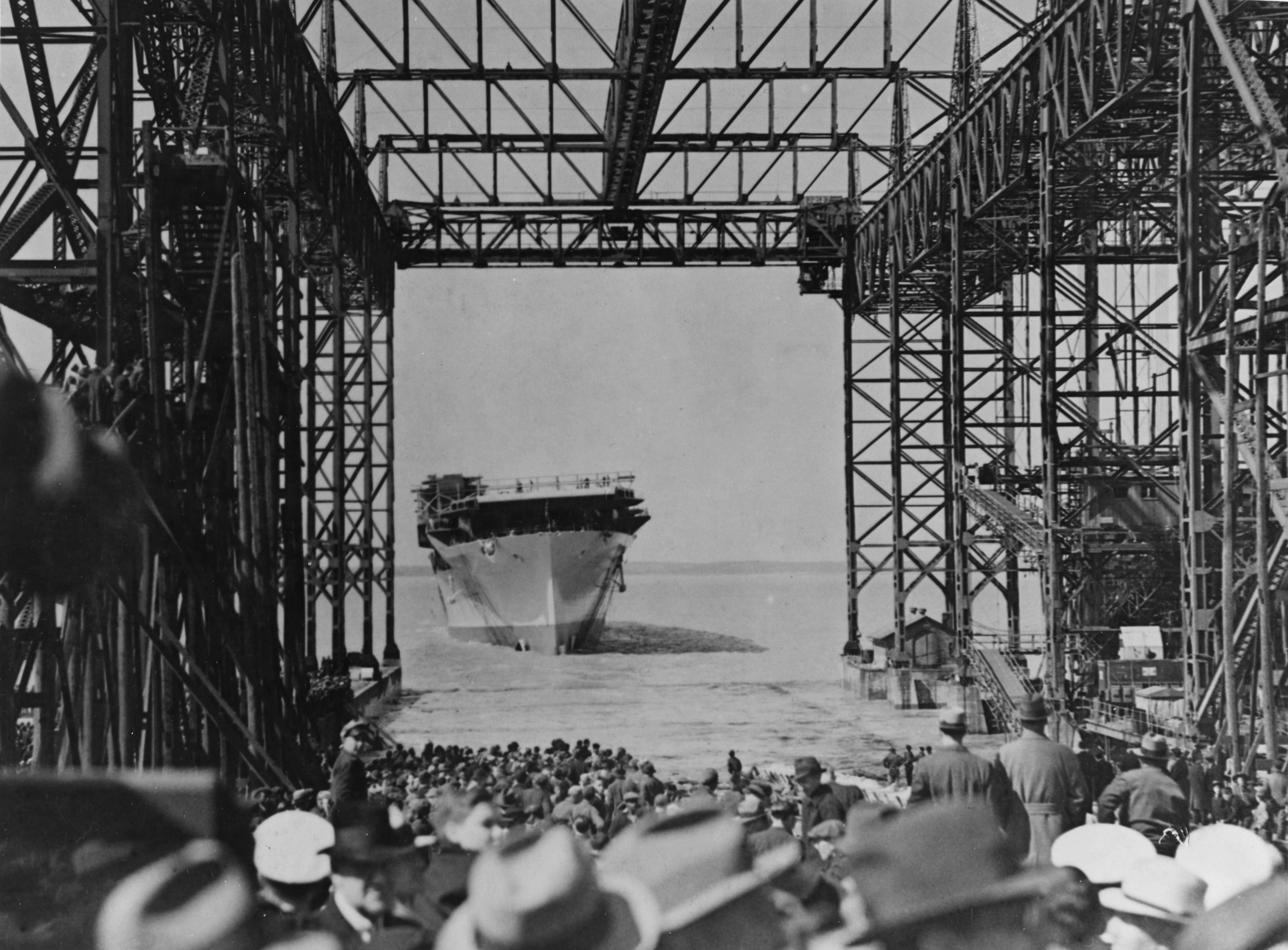
Yorktown após o lançamento. 4 de abril de 1936.
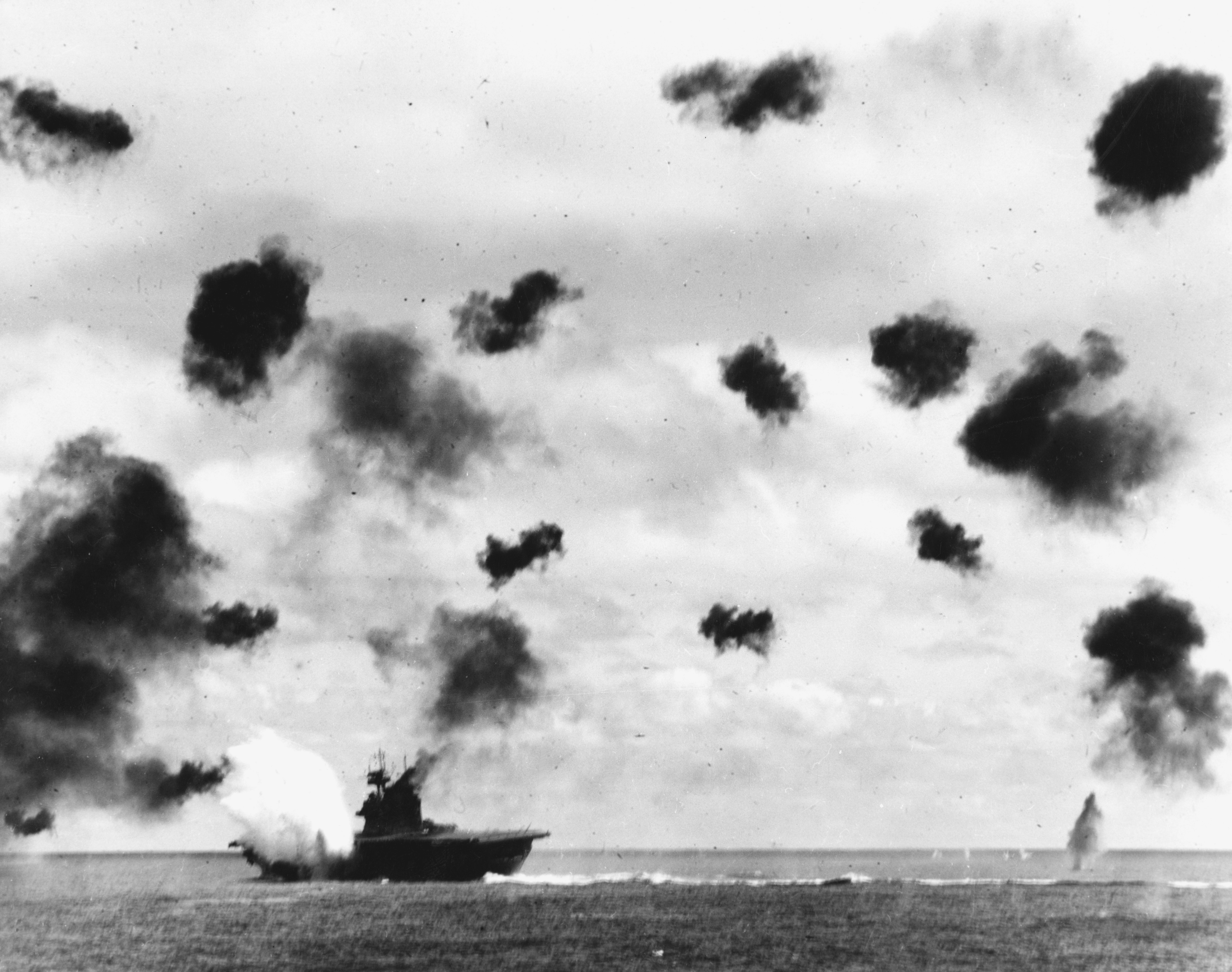
O USS Yorktown sendo atingido por um torpedo japonês, em junho de 1942.

## Honrarias e condecorações
| "A" Device |                                         |
|            | Bronze star · Bronze star · Bronze star |

| American Defense Service Medal com ("A" device) |                                                          |                            |
| American Campaign Medal                         | Asiatic-Pacific Campaign Medal com 3 estrelas de serviço | World War II Victory Medal |